# Islamische Gemeinschaft der schiitischen Gemeinden Deutschlands
Die Islamische Gemeinschaft der schiitischen Gemeinden Deutschlands (IGS) ist ein Dachverband von über 150 schiitischen Moscheegemeinden, der 2009 in Hamburg gegründet wurde.

## Gründung und Ziele
Auf Initiative des 2024 verbotenen Vereins Islamisches Zentrum Hamburg wurde am 7. März 2009 die „Islamische Gemeinschaft der schiitischen Gemeinden Deutschlands e. V.“ (IGS) mit Sitz in Berlin von 110 schiitischen Gemeinden in Deutschland gegründet. Ihr erster Vorsitzender war Ayatollah Ghaemmaghami. Der Verband will innerhalb der Konfessionen die islamische Einheit und insbesondere die Kommunikation zwischen sunnitischen und alevitischen Organisationen fördern. Der Gelehrtenrat vertritt die Meinung, „dass sich ein eigenständiger Islam in Europa entwickeln“ solle.
Zu den erklärten Zielen der IGS zählen unter anderem: 

„.. die Förderung und Ausbildung der religiösen und kulturellen Tätigkeiten im Rahmen der europäischen Gesellschaftsordnung und ihrer geltenden und existierenden Gesetze (...), das Bemühen um die Schaffung von Verständnis zwischen Muslimen und der europäischen Gesellschaft sowie die Verhinderung von Parallelgesellschaften sowie Kommunikation und Dialog mit den Vertretern der anderen Religionen, insbesondere den christlichen und jüdischen Einrichtungen, als Mitglieder einer großen religiösen Familie.“

Die IGS hat vier Regional- bzw. Ländervertretungen (IGS-Nord, IGS-Ost, IGS-Mitte und IGS-West) unter sich und organisiert darüber ihre Arbeit für die schiitischen Gemeinden. Dem Verband zufolge setzen sich die schiitischen Gemeinden in Deutschland „mehrheitlich aus türkisch-, afghanisch-, iranisch-, libanesisch-, irakisch- und pakistanischstämmigen Gemeindemitgliedern zusammen.“
Seit dem Jahre 2014 ist die IGS Teilnehmer in der Deutschen Islamkonferenz.

## Aktivitäten
Die IGS versteht sich als Dienstleister der Gemeinden mit Bekenntnis zur Zwölfer-Schia in Deutschland. Besonders durch die jährliche Festveranstaltung Ghadīr Chumm, die bereits zwei Mal in Mainz stattfand, erlangte die IGS auch mehr öffentliche Aufmerksamkeit. Bis zu 1000 Besucher nahmen an der Festlichkeit teil, die zu Ehren der Ernennung Ali ibn Abi Talibs zum Nachfolger des Propheten Mohammed durch diesen am Ort Ghadir Chumm im Jahr 632 n.Chr./10 n.H. gehalten wurde.
Am 30. April 2018 empfing Bundespräsident Frank-Walter Steinmeier Vertreter der IGS zu einem Gespräch, welches das Bundespräsidialamt als Teil von Gesprächen Steinmeiers mit unterschiedlichen Religionsgemeinschaften einordnete. Iranische Regimekritiker, darunter die Initiative Stop the Bomb, übten Kritik an diesem Besuch.

## Kritik
Da die IGS vom IZH gegründet wurde, das vom Verfassungsschutz beobachtet wird und maßgeblichen Einfluss auf den Verband ausüben soll, steht er insbesondere in der Frage nach einer Teilhabe an extremistischen Positionen in der Kritik.
Ende Juli 2017 veranstaltete die IGS einen Workshop zum Thema „Islamverständnis zwischen Rationalität und Radikalität – Historisch-theologische Hintergründe und soziale Herausforderungen“ im Al-Mustafa-Institut in Berlin, wogegen Kritik erhoben wurde. Das Bundesfamilienministerium zog daraufhin seine Förderzusage zurück. Die IGS verwahrte sich gegen den von der Bild-Zeitung geäußerten Vorwurf, sie würde Terrororganisationen unterstützen. IGS-Vorstandsmitglied Dawood Nazirizadeh bestritt jede Verbindung zum Extremismus.
Da die IGS den al-Quds-Tag nicht kommentiert und IGS-Vorstandsmitglieder 2018 daran teilnahmen, forderte der ehemalige religionspolitische Sprecher von Bündnis 90/Die Grünen, Volker Beck, dem Verband die Mittel für die Extremismusprävention zu streichen und sie aus dem Beirat des Instituts für islamische Theologie an der Humboldt-Universität zu nehmen. Trotz einer Klage der Studentenvertretung gegen die Entscheidung der Institutsgründung nahm die Institution 2019 ihre Arbeit auf.